# 아소포스
아소포스 (Ἀσωπός, Asopos)는 그리스 신화의 신이다.
아소포스는 오케아노스와 테티스의 아이, 페로와 포세이돈의 아이, 혹은 제우스와 에우리노메의 아이로, 시큐온의 아소포스 강, 혹은 보이오티아의 아소포스 강의 하신이다. 하신 라돈의 딸 메토페이와의 사이에 페라곤, 이스메이노스와 20명의 딸들을 낳았다고 한다.

## 신화
시큐온의 아소포스 강은 케이르사와 포세이돈의 아이 아소포스가 발견했기 때문에, 아소포스 강으로 불리게 되었다. 시큐온의 아소포스강은 소아시아의 마이앤드로스 강의 물이 바다를 건너 흘러나오고 있다고 해 마르슈아스의 피리가 마이앤드로스를 흐르고 아소포스에 이르렀다고 한다.
보이오티아의 아소포스 강은 보이오티아의 왕 아소포스의 이름에 유래한다고 여겨진다.
핀다로스에 의하면 아소포스에게는 9명의 딸이 있었는데 전부 신들에게 납치당하였다고 한다. 아이기나, 테베 및 플라타이아는 제우스에 의해 납치되었고, 코르퀴라, 살라미스는 포세이돈에게, 에우보이아, 시노페, 테스피아는 아폴론에게, 타나그라는 헤르메스에게 납치되었다고 한다. 이중 타나그라는 헤르메스와 아레스가 서로 차지하려고 다투었다.
아소포스의 딸로 가장 유명한 것은 아이기나로, 제우스는 아이기나를 데리고 갔다. 아소포스는 아이기나를 찾아 코린토스에 오고, 아크로코린트에 샘을 솟기 시작하게 하는 것과 교환으로 시시포스로부터 아이기나가 있는 곳을 묻기 시작했다. 아소포스가 뒤쫓아 가니 제우스는 아소포스에게 번개를 내던지고 강에 되돌려 보냈다. 이 때문에 아소포스 강에서는 석탄이 잡히게 되었고, 아이기나는 제우스의 아이 아이아코스를 낳았다고 한다.
그 외의 딸 가운데, 아소피스는 일설에 이아페토스의 아내가 되었다. 로데이는 일설에 헬리오스와의 사이에 3명의 헬리아데스와 파에톤을 낳았다. 또 이스메이네이는 일설에 백째 거인 아르고스의 어머니, 사라미스는 큐크레우스의 어머니가 되었다. 제이트스와 암피온의 어머니가 된 안티오페는 아소포스의 딸이라고도 한다. 제이트스의 아내 테베의 아버지는 보이오티아의 아소포스라고도, 시큐온의 아소포스라고도 한다. 하르핀나는 일설에 엘리스의 피사의 왕 오이노마오스의 어머니라고 한다.
코르키라는 케르키라섬의, 클레오네는 쿠레오나이 시의, 네메아는 네메아 시의, 프라타이아는 보이오티아의 프라타이아 시의, 오에로에는 오에로에강의, 테스피아는 테스피아이 시의 유래가 되었다.
그 밖에도 시노페이, 콤베이, 타나그라, 에우아드네이, 에우보이아, 페이레이네이 등의 딸이 있었다고 여겨진다.

## 계도
| 오케아노스     | 오케아노스 | 오케아노스 | 오케아노스 | 오케아노스 | 오케아노스 |  |  | 테티스     | 테티스     | 테티스     | 테티스     | 테티스     | 테티스     |  |  |            |            |            |            |            |            |  |  |              |              |              |              |              |              |  |  |  |  |  |  |  |  |  |  |  |  |  |  |  |  |  |  |  |  |  |  |
| 오케아노스     | 오케아노스 | 오케아노스 | 오케아노스 | 오케아노스 | 오케아노스 |  |  | 테티스     | 테티스     | 테티스     | 테티스     | 테티스     | 테티스     |  |  |            |            |            |            |            |            |  |  |              |              |              |              |              |              |  |  |  |  |  |  |  |  |  |  |  |  |  |  |  |  |  |  |  |  |  |  |
|                |            |            |            |            |            |  |  |            |            |            |            |            |            |  |  |            |            |            |            |            |            |  |  |              |              |              |              |              |              |  |  |  |  |  |  |  |  |  |  |  |  |  |  |  |  |  |  |  |  |  |  |
| 아소포스       |            |            |            |            |            |  |  |            |            |            |            |            |            |  |  |            |            |            |            |            |            |  |  |              |              |              |              |              |              |  |  |  |  |  |  |  |  |  |  |  |  |  |  |  |  |  |  |  |  |  |  |
|                |            |            |            |            |            |  |  |            |            |            |            |            |            |  |  |            |            |            |            |            |            |  |  |              |              |              |              |              |              |  |  |  |  |  |  |  |  |  |  |  |  |  |  |  |  |  |  |  |  |  |  |
| 아이기나       |            |            |            |            |            |  |  |            |            |            |            |            |            |  |  |            |            |            |            |            |            |  |  |              |              |              |              |              |              |  |  |  |  |  |  |  |  |  |  |  |  |  |  |  |  |  |  |  |  |  |  |
|                |            |            |            |            |            |  |  |            |            |            |            |            |            |  |  |            |            |            |            |            |            |  |  |              |              |              |              |              |              |  |  |  |  |  |  |  |  |  |  |  |  |  |  |  |  |  |  |  |  |  |  |
|                |            |            |            |            |            |  |  |            |            |            |            |            |            |  |  |            |            |            |            |            |            |  |  |              |              |              |              |              |              |  |  |  |  |  |  |  |  |  |  |  |  |  |  |  |  |  |  |  |  |  |  |
| 아이아코스     | 아이아코스 | 아이아코스 | 아이아코스 | 아이아코스 | 아이아코스 |  |  |            |            |            |            |            |            |  |  |            |            |            |            |            |            |  |  | 메노이티오스 | 메노이티오스 | 메노이티오스 | 메노이티오스 | 메노이티오스 | 메노이티오스 |  |  |  |  |  |  |  |  |  |  |  |  |  |  |  |  |  |  |  |  |  |  |
| 아이아코스     | 아이아코스 | 아이아코스 | 아이아코스 | 아이아코스 | 아이아코스 |  |  |            |            |            |            |            |            |  |  |            |            |            |            |            |            |  |  | 메노이티오스 | 메노이티오스 | 메노이티오스 | 메노이티오스 | 메노이티오스 | 메노이티오스 |  |  |  |  |  |  |  |  |  |  |  |  |  |  |  |  |  |  |  |  |  |  |
|                |            |            |            |            |            |  |  |            |            |            |            |            |            |  |  |            |            |            |            |            |            |  |  |              |              |              |              |              |              |  |  |  |  |  |  |  |  |  |  |  |  |  |  |  |  |  |  |  |  |  |  |
| 펠레우스       | 펠레우스   | 펠레우스   | 펠레우스   | 펠레우스   | 펠레우스   |  |  | 텔라몬     | 텔라몬     | 텔라몬     | 텔라몬     | 텔라몬     | 텔라몬     |  |  | 헤시오네   | 헤시오네   | 헤시오네   | 헤시오네   | 헤시오네   | 헤시오네   |  |  | 파트로클로스 | 파트로클로스 | 파트로클로스 | 파트로클로스 | 파트로클로스 | 파트로클로스 |  |  |  |  |  |  |  |  |  |  |  |  |  |  |  |  |  |  |  |  |  |  |
| 펠레우스       | 펠레우스   | 펠레우스   | 펠레우스   | 펠레우스   | 펠레우스   |  |  | 텔라몬     | 텔라몬     | 텔라몬     | 텔라몬     | 텔라몬     | 텔라몬     |  |  | 헤시오네   | 헤시오네   | 헤시오네   | 헤시오네   | 헤시오네   | 헤시오네   |  |  | 파트로클로스 | 파트로클로스 | 파트로클로스 | 파트로클로스 | 파트로클로스 | 파트로클로스 |  |  |  |  |  |  |  |  |  |  |  |  |  |  |  |  |  |  |  |  |  |  |
|                |            |            |            |            |            |  |  |            |            |            |            |            |            |  |  |            |            |            |            |            |            |  |  |              |              |              |              |              |              |  |  |  |  |  |  |  |  |  |  |  |  |  |  |  |  |  |  |  |  |  |  |
|                |            |            |            |            |            |  |  |            |            |            |            |            |            |  |  |            |            |            |            |            |            |  |  |              |              |              |              |              |              |  |  |  |  |  |  |  |  |  |  |  |  |  |  |  |  |  |  |  |  |  |  |
| 아킬레우스     | 아킬레우스 | 아킬레우스 | 아킬레우스 | 아킬레우스 | 아킬레우스 |  |  | 대아이아스 | 대아이아스 | 대아이아스 | 대아이아스 | 대아이아스 | 대아이아스 |  |  | 테우크로스 | 테우크로스 | 테우크로스 | 테우크로스 | 테우크로스 | 테우크로스 |  |  |              |              |              |              |              |              |  |  |  |  |  |  |  |  |  |  |  |  |  |  |  |  |  |  |  |  |  |  |
| 아킬레우스     | 아킬레우스 | 아킬레우스 | 아킬레우스 | 아킬레우스 | 아킬레우스 |  |  | 대아이아스 | 대아이아스 | 대아이아스 | 대아이아스 | 대아이아스 | 대아이아스 |  |  | 테우크로스 | 테우크로스 | 테우크로스 | 테우크로스 | 테우크로스 | 테우크로스 |  |  |              |              |              |              |              |              |  |  |  |  |  |  |  |  |  |  |  |  |  |  |  |  |  |  |  |  |  |  |
| 네오프톨레모스 |            |            |            |            |            |  |  |            |            |            |            |            |            |  |  |            |            |            |            |            |            |  |  |              |              |              |              |              |              |  |  |  |  |  |  |  |  |  |  |  |  |  |  |  |  |  |  |  |  |  |  |

## 그 외의 아소포스
- 케이르사와 포세이돈의 아이[15].
- 보이오티아의 왕[16].

## 참고 문헌
- 아포로드로스 「그리스 신화」고우즈 하루시게 역, 이와나미 문고 (1953년)
- 파우사니아스 「그리스기」이이오 도시사람 역, 용계서사(1991년)
- 고우즈 하루시게 「그리스・로마 신화 사전」, 이와나미 서점 (1960년)